# Barsal-nuna
Barsal-nunna de Kish fue el décimo séptimo rey sumerio de la primera dinastía de Kish (después de ca. 2900 BC), según la Lista Real Sumeria.